# Польська академія знань

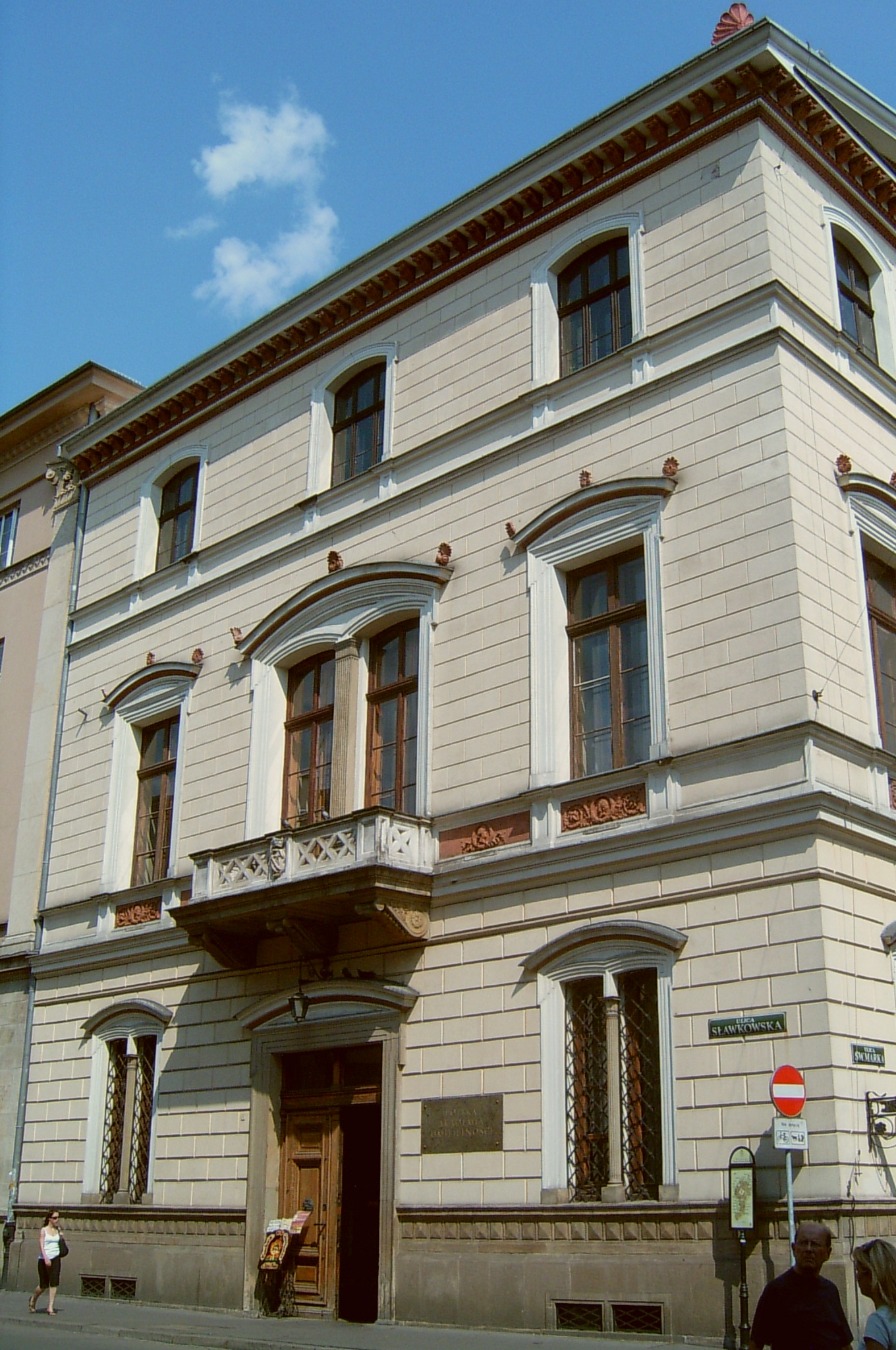
Резиденція Польської академії знань

По́льська акаде́мія знань (пол. Polska Akademia Umiejętności, до 1919 р. — Академія знань) — польська наукова організація, що володіє статусом наукового товариства.

## Відділення
У цей час ПАЗ охоплює відділення:
1. Філологічне,
2. Історико-Філософське,
3. Математично-Фізико-Хімічне,
4. Природне,
5. Лікарське,
6. Художньої творчості.

## Історія
Була утворена в 1872 р. з Краківського наукового товариства.
Головною резиденцією ПАЗ була власна будівля в Кракові по вулиці Славковській, 17.
Охоплювала 4 відділення:
1. Філологічне,
2. Історико-Філософське,
3. Математично-Природниче
4. Лікарське (з 1930)

Всього до 1952 ПАЗ мала 676 польських членів і 264 іноземних. ПАЗ організовувала щорічні збори членів та відділень. Весь тягар дослідної та видавничої роботи лежав на комісіях і комітетах, в яких працювали також учені, що не були членами ПАЗ.
Після II світової війни незалежна від держави наукова організація виявилася небажаною для влади. В 1948 р. було оголошено про намір створити Польську академію наук, а до ПАЗ були застосовані обмеження: фінансові й цензурні, були обмежені її контакти з закордоном, призупинено роботу видавництва. Наукові установи, видавництва, збори та майно ПАЗ було передано Польській академії наук.
В 1957-1958 рр.. вчені зробили спробу відновлення ПАЗ. У відповідь на це влада створила відділення ПАН у Кракові. Відновлення ПАЗ стало можливим тільки після зміни в Польщі політичного ладу в 1989 р. Відновлення було здійснено на підставі старого статуту, зі збереженням організаційної спадкоємності і традиційних форм функціонування.

## Президенти ПАЗ
- Маєр Юзеф (1872—1890),
- Станіслав Тарновський (1890—1917),
- Казимир Моравський (1917—1925),
- Ян Розвадовський (1925—1929),
- Казимир Костанецький (1929—1934),
- Станіслав Врублевський (1934—1938),
- Станіслав Кутшеба (1939—1946),
- Казимир Нич (1946—1957),
- Адам Кшижановський (1957—1958),
- Герард Лябуда (1989—1994),
- Казимир Ковальський (1994—2001)
- Анджей Бялас (з 2001)

## Генеральні секретарі ПАЗ
- Юзеф Шуйський (1872—1883),
- Станіслав Тарновський (1883—1890),
- Станіслав Смолька (1890—1903),
- Болеслав Уляновський (1903—1919),
- Казимир Костанецький (1919—1921),
- Станіслав Врублевський (1921—1926),
- Станіслав Кутшеба (1926—1939),
- Тадеуш Ковальський (1939—1948),
- Ян Домбровський (1948—1957),
- Адам Ветулані (1957—1958),
- Юзеф Скомпський (1989—1994),
- Єжи Вирозумський (1994—2015)
- Щепан Білінський (пол. Szczepan Biliński) (2015-)

## Почесні члени ПАЗ
- Іоанн Павло II
- Ян Новак-Єзьоранський
- Кардинал Францішек Махарський
- Владислав Бартошевський